# NGC 4706
NGC 4706 és una galàxia lenticular situada a uns 157 milions d'anys llum de distància a la constel·lació de Centaure. Va ser descoberta per l'astrònom John Herschel el 5 de juny de 1834. NGC 4706 és membre del cúmul de Centaure.